# RFID

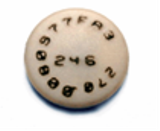
Fig.1 Xip Rfid "passiu" encapsulat per a ús en uniformes i sector tèxtil. Especial resistència per a bugaderies (veure 'sector tèxtil).

La Identificació per Radiofreqüència o RFID (de l'anglès Radio Frequency Identification) és un sistema d'emmagatzematge i recuperació de dades remotes que utilitza targetes identificadores amb lectura sense contacte. Utilitza camps radiomagnètics per a identificar i rastrejar automàticament les etiquetes adherides als objectes. El propòsit principal d'aquesta tecnologia és transmetre la identitat d'un objecte (similar a un número de sèrie únic) mitjançant ones de ràdio. Les aplicacions més comunes són com a substitució dels codis de barres i de les targetes magnètiques.

## Antecedents
A l'actualitat, la tecnologia més estesa per a la identificació d'objectes és la dels codis de barres. No obstant això, aquests presenten alguns desavantatges, com per exemple, és necessària una visió directa entre codi i lector, es poden emmagatzemar una escassa quantitat de dades i hi ha impossibilitat per programar-los. La idea de millorar aquests aspectes va constituir l'origen de la tecnologia RFID, que consistia en utilitzar xips de silici que poguessin transferir les dades que emmagatzemaven al lector sense contacte físic (a curta distància), de manera equivalent als lectors d'infrarojos utilitzats per llegir els codis de barres. A més, en aquesta no és necessària visió directa, és a dir, el codi és llegit fins i tot dins d'un empaquetatge o bossa, cosa que permet la lectura de molts elements al mateix temps.

## Història
Léon Theremin, l'any 1945, va inventar un dispositiu d’escolta per a la Unió Soviètica que retransmetia ones de ràdio amb informació d’àudio afegida per a constituir un dispositiu d'escolta secret. Les ones sonores feien vibrar un diafragma que alterava lleugerament la forma del ressonador, que modulava la freqüència de ràdio reflectida. Tot i que aquest dispositiu no era una etiqueta d’identificació, es considera un predecessor de la RFID perquè era passiu i estava activat per ones procedents d’una font externa.
Una tecnologia similar, com l’identificador amic o el transponedor enemic, va ser utilitzada habitualment pels aliats i Alemanya durant la Segona Guerra Mundial per identificar els avions com a amics o enemics. Els microxips encara són utilitzats per la majoria d'avions potents.
Un altre treball que tractà la tecnologia RFID fou l'article de l'any 1948 de Harry Stockman, titulat Comunicació per mitjà de l'energia reflectida. En aquest, Stockman va predir que "... el treball considerable d'investigació i de desenvolupament ha de ser realitzat abans que els problemes bàsics restants en la comunicació de l'energia reflectida es solucionin i abans que el camp d'aplicacions útils s'explori". Van fer falta trenta anys d'avenços en una multitud de camps diversos abans que la RFID es convertís en una realitat
El dispositiu de Mario Cardullo, patentat el 23 de gener de 1973, va ser el primer veritable avantpassat de la RFID moderna ja que utilitzava un xip de ràdio passiu amb memòria. El dispositiu inicial era passiu, alimentat pel senyal d'interrogació. Va ser presentat el 1971 a l'Autoritat Portuària de Nova York i a altres potencials usuaris. Consistia en un microxip amb memòria de 16 bits per utilitzar-lo com a dispositiu de peatge. El pla comercial original presentat als inversors el 1969 mostrava usos en el transport (identificació de vehicles d’automoció, sistema de peatge automàtic, matrícula electrònica, manifest electrònic, encaminament de vehicles, monitorització del rendiment del vehicle), banca (talonari electrònic, targeta de crèdit electrònica), seguretat (identificació de personal, portes automàtiques, vigilància) i mèdica (identificació, antecedents del pacient).
El 1973, Steven Depp, Alfred Koelle i Robert Frayman van realitzar, al Laboratori Nacional de Los Alamos, una primera demostració de les etiquetes RFID de potència reflectida (retrodifusió modulada), tan passives com semi-passives. El sistema portàtil funcionava a 915 MHz i feia servir etiquetes de 12 bits. Aquesta tècnica la fan servir la majoria de les etiquetes RFID UHFID i les microones actuals.
El 1983 es va concedir a Charles Walton la primera patent associada a l’abreviatura RFID.

## Funcionament i disseny

### Concepte
Es compon d'un interrogador (o sistema de base que llegeix i escriu dades disponibles) i un transmissor (que respon a l'interrogador). El funcionament bàsic és el següent:
1. L'interrogador genera un camp de radiofreqüència, normalment commutant una bobina a alta freqüència. Les freqüències usuals van des de 125 kHz fins a la banda ISM de 2.4 GHz.
2. El camp de radiofreqüència genera un corrent elèctric sobre la bobina de recepció del dispositiu, aquest senyal és rectificat i d'aquesta manera s'alimenta el circuit. Quan l'alimentació arriba a ser suficient el circuit transmet les seves dades.
3. L'interrogador detecta les dades transmeses per la targeta com una pertorbació del mateix nivell del senyal.

El senyal rebut per l'interrogador des de la targeta està a un nivell de -60 dB per sota de la portadora de transmissió. El rang de lectura és habitualment entre els 30 i 60 cm de distància entre l'interrogador i la targeta.
Tipus d'interrogadors:
- Sistemes amb bobina simple: la mateixa bobina serveix per a transmetre l'energia i les dades. Són més simples i barats però necessiten tenir l'etiqueta molt a prop.
- Sistemes interrogadors amb dues bobines: una per a transmetre energia i l'altra per a transmetre dades. Són més cars però tenen unes altes prestacions.

La major part dels sistemes utilitzen una memòria EEPROM on s'emmagatzemen dades.
Alguns sistemes utilitzen encriptació de clau pública per a aconseguir seguretat.
D'altra banda podem trobar sistemes anticol·lisió que permeten llegir diverses targetes al mateix temps. En cas que diverses targetes estiguin properes a l'interrogador i vulguin transmetre al mateix temps, es produirà una col·lisió. L'interrogador detecta la col·lisió i mana parar la transmissió de les targetes durant un temps d'espera. Després anirà responent a cada targeta per separat mitjançant un algorisme bastant complex.
Un sistema d’identificació per radiofreqüència utilitza etiquetes o etiquetes adherides als objectes que s’han d’identificar. Els transmissors-receptors de ràdio bidireccionals anomenats interrogadors o lectors envien un senyal a l'etiqueta i llegeixen la seva resposta

### Arquitectura
Un sistema RFID consta dels següents tres components:
- Etiqueta RFID o microxip : formada per una antena, un transductor ràdio i un material encapsulat o xip. El propòsit de l'antena és permetre-li a el xip, el qual conté la informació, transmetre la informació d'identificació de l'etiqueta. El xip posseeix una memòria interna amb una capacitat que depèn del model i varia d'una desena a milers de bytes. Hi ha diversos tipus de memòria:
  - Només lectura : el codi d'identificació que conté és únic i és personalitzat durant la fabricació de l'etiqueta.
  - De lectura i escriptura : la informació d'identificació pot ser modificada pel lector.
  - Anticol·lisió : es tracta d'etiquetes especials que permeten que un lector identifiqui diverses a el mateix temps (habitualment les etiquetes han d'entrar una a una en la zona de cobertura de l'lector).

- Lector de RFID o transceptor: compost per una antena, un transceptor i un descodificador. El lector envia periòdicament senyals per veure si hi ha alguna etiqueta prop seu. Quan capta un senyal d'una etiqueta, la qual conté la informació d'identificació d'aquesta, extreu la informació i l'envia al subsistema de processament de dades.

- Subsistema de processament de dades o middleware RFID : proporciona els mitjans de procés i emmagatzematge de dades.

#### Etiquetes
Una etiqueta RFID consisteix en un petit dispositiu o transponedor de ràdio; un receptor i un transmissor de ràdio similar a un adhesiu.Aquestes poden ser incorporades a animals, objectes o persones. Contenen antenes per permetre'ls rebre i respondre a peticions per radiofreqüència des d'un emissor-receptor RFID. Quan s’activa mitjançant un pols d’interrogació electromagnètica des d’un dispositiu lector RFID proper, l'etiqueta transmet generalment, al lector dades digitals, un número d’inventari identificatiu. Aquest número es pot utilitzar per fer un seguiment dels béns d'inventari.
Hi ha 3 tipus d’etiquetes RFID:
- Etiquetes passives: alimentades per l'energia provinent del lector RFID que interroga les ones de ràdio i, per això, no necessiten alimentació elèctrica interna. La senyal emesa és relativament limitada però la seva mida és molt reduïda. El cost és més baix que el de les actives. Exemple: targetes de pagament sense contacte.[14]
- Etiquetes actives: s’alimenten amb una bateria autònoma que amplia la senyal d'aquestes i, per tant, es poden llegir a un abast més gran des del lector RFID (fins a centenars de metres). La seva mida és més gran amb relació a les passives i la seva vida útil és aproximadament de 10 anys. Una aplicació d'aquestes seria les claus d'un cotxe.
- Etiquetes semi-actives / semi-passives: presenten un rang de freqüència més gran que les passives, però una vida útil limitada ja que funcionen amb una bateria, cosa que permet una resposta ràpida i segura alhora que emmagatzemar la informació. La senyal per a comunicar-se és emesa pel lector. El cost és més elevat que les passives.

A diferència d’un codi de barres, l'etiqueta no ha d’estar dins de la línia de visió del lector, de manera que pot estar incrustada a l’objecte rastrejat. La RFID és un mètode d’identificació i captura automàtica de dades (AIDC).
Les etiquetes RFID es componen de tres peces: un micro xip (un circuit integrat que emmagatzema, processa informació i modula els senyals de radiofreqüència (RF)), una antena per rebre i/o transmetre el senyal i un substrat. La informació de l'etiqueta s'emmagatzema en una memòria no volàtil. A l'etiqueta s'inclou una lògica fixa o programable per processar la transmissió i les dades del sensor respectivament.
L'etiqueta RFID rep el missatge i després respon amb la seva identificació i altra informació. Pot ser només un número de sèrie de l'etiqueta, o bé, informació relacionada amb el producte, com ara un número d’estoc, un lot, una data de producció o qualsevol altra informació específica. Com que les etiquetes tenen números de sèrie individuals, el disseny del sistema RFID pot distingir diverses etiquetes que poden estar dins del rang del lector RFID i llegir-les simultàniament.
Les etiquetes RFID s’utilitzen en moltes indústries. Per exemple, una connectada a un automòbil durant la producció es pot utilitzar per fer un seguiment del seu progrés a través de la línia de muntatge; els productes farmacèutics etiquetats amb RFID permeten un seguiment a través de magatzems i la implantació de microxips RFID en bestiar i mascotes permet identificar positivament els animals.
Com que les etiquetes RFID es poden adjuntar a diners en efectiu, roba i possessions, o bé, implantar a animals i persones, la possibilitat de llegir informació vinculada personalment sense consentiment ha provocat serioses preocupacions sobre privadesa.

#### Lectors
Aquests són coneguts també com a "interrogadors".
Els sistemes RFID es poden classificar pel tipus d’etiqueta i lector: 
- Sistema d’etiquetes actives de lector passiu (en anglès Passive Reader Active Tag - PRAT): un lector passiu que només rep senyals de ràdio d’etiquetes actives (funcionen amb bateria, només transmeten). El rang de recepció d'un lector de sistemes PRAT es pot ajustar entre 0 i 600 m,[23] permetent flexibilitat en aplicacions com ara protecció i supervisió d'actius.
- Sistema d'etiquetes passives de lector actiu (en anglès Active Reader Passive Tag - ARPT): un lector actiu que transmet senyals d’interrogador i també rep respostes d’autenticació d’etiquetes passives.
- SIstema d'etiquetes actives de lector actiu (en anglès Active Reader Active Tag - ARAT: utilitza etiquetes actives despertades amb un senyal d’interrogador del lector actiu. Una variació d’aquest sistema també podria utilitzar una etiqueta passiva assistida per bateria (BAP), que actua com una etiqueta passiva però que té una bateria petita per alimentar el senyal d’informació de retorn de l'etiqueta.

Els lectors fixos es configuren per crear una zona d’interrogació específica que es pugui controlar estretament. Això permet una àrea de lectura molt definida per quan les etiquetes entren i surten de la zona d'interrogació. Els lectors mòbils es poden portar a mà o muntar-se en carros o vehicles.

### Freqüències
| Banda                                               | Regulacions         | Abast        | Velocitat de dades | Secció de la norma ISO/IEC 18000 | Notes | Cost aproximat per grans volums (2006) US $ |
| --------------------------------------------------- | ------------------- | ------------ | ------------------ | -------------------------------- | --- | ------------------------------------------- |
| 120–150 kHz (banda de LF)                           | Sense regulació     | 10 cm        | Baixa              | Part 2                           | Identificació Animal, factory data collection | $1                                          |
| 13.56 MHz (banda HF)                                | Banda ISM golbal    | 10 cm–1 m    | Baixa a moderada   | Part 3                           | Smart cards (ISO/IEC 15693, ISO/IEC 14443 A,B). Targetes de memòria no totalment compatible ISO (Mifare Classic, iCLASS, Legic, Felica ...). Targetes compatibles ISO amb Microprocessador (Desfire EV1, Seos) | $0.50 a $5                                  |
| 433 MHz (banda UHF)                                 | Short Range Devices | 1–100 m      | Moderada           | Part 7                           | Aplicacions de Defensa, amb tags actius | $5                                          |
| 865-868 MHz (Europa) 902-928 MHz (Nord Amèrica) UHF | Banda ISM           | 1–12 m       | Moderada a alta    | Part 6                           | EAN, diversos estàndards | $0.15 (tags passius)                        |
| 2450-5800 MHz (microones)                           | Banda ISM           | 1–2 m        | Alta               | Part 4                           | 802.11 WLAN, estàndards Bluetooth | $25 (tags actius)                           |
| 3.1–10 GHz (microones)                              | Ultra banda ampla   | fins a 200 m | Alta               | No definit                       | requreix tags actius o semi-actius | $5 (estimat)                                |

### Senyalització
La senyalització entre el lector i l'etiqueta es realitza de diverses maneres diferents, segons la banda de freqüència que utilitza l'etiqueta. Les etiquetes que funcionen en bandes LF i HF estan, en termes de longitud d’ona de ràdio, molt a prop de l’antena del lector perquè només es troben a un petit percentatge de longitud d’ona. En aquesta regió de camp proper, l'etiqueta, està estretament acoblada elèctricament amb el transmissor del lector. L'etiqueta pot modular el camp produït pel lector canviant la càrrega elèctrica que representa l'etiqueta. Al canviar entre càrregues relatives més baixes i més altes, l'etiqueta produeix un canvi que el lector pot detectar.
A freqüències UHF i superiors, l'etiqueta es troba a més d'una longitud d'ona de ràdio del lector, cosa que provoca la necessitat d'un enfocament diferent. L'etiqueta pot retrocedir un senyal ino ha de respondre en una freqüència relacionada amb el senyal d'interrogació del lector. Les etiquetes actives poden contenir transmissors i receptors separats funcionalment.
Un codi de producte electrònic (EPC) és un tipus comú de dades emmagatzemades en una etiqueta. Quan una impressora RFID l'escriu a l'etiqueta, l'etiqueta conté una cadena de dades de 96 bits. Els primers vuit bits són una capçalera que identifica la versió del protocol. Els següents 28, identifiquen l'organització que gestiona les dades d'aquesta etiqueta; el número d’organització, que l’assigna el consorci EPCGlobal. Els següents 24 bits són una classe d'objectes, que identifiquen el tipus de producte. Els darrers 36 bits són un número de sèrie únic per a una etiqueta concreta. Aquests dos darrers camps els defineix l'organització que ha emès l'etiqueta. Més aviat que un URL, el número de codi electrònic total del producte es pot utilitzar com a clau en una base de dades global per identificar de manera única un producte concret.
Sovint, més d’una etiqueta respondrà a un lector d’etiquetes, per exemple, molts productes individuals amb etiquetes es poden enviar en una caixa comuna o en un palet comú. La detecció de col·lisions és important per permetre la lectura de dades. S'utilitzen dos tipus de protocols diferents per tal de "singularitzar" una etiqueta concreta, cosa que permet llegir les seves dades enmig de moltes etiquetes similars. En un sistema "Aloha" amb ranures, el lector, emet una ordre d'inicialització i un paràmetre que les etiquetes utilitzen individualment per retardar pseudo-aleatòriament les seves respostes. Quan s'utilitza un protocol "arbre binari adaptatiu", el lector envia un símbol d'inicialització i després transmet un bit de dades d'identificació a la vegada, només responen les etiquetes amb bits coincidents i, finalment, només una etiqueta coincideix amb la cadena ID completa. Tots dos mètodes tenen inconvenients quan s’utilitzen amb moltes etiquetes o amb diversos lectors superposats.

### Lectura massiva
La "lectura massiva" és una estratègia per interrogar diverses etiquetes alhora, però manca d'una precisió suficient per al control d'inventari. Un grup d'objectes, tots ells etiquetats amb RFID, es llegeixen completament des d'una sola posició del lector alhora. La lectura massiva és un possible ús de les etiquetes RFID HF (ISO 18000-3), UHF (ISO 18000-6) i SHF (ISO 18000-4). Tanmateix, com que les etiquetes responen estrictament seqüencialment, el temps necessari per a la lectura massiva creix linealment amb el nombre d’etiquetes a llegir. Això significa que es necessita, com a mínim, el doble de temps per llegir el doble d’etiquetes. A causa dels efectes de col·lisió, el temps necessari és més gran.
El senyal d'interrogació ha d'il·luminar un grup d'etiquetes com una sola etiqueta. Això resulta un repte però no per la qüestió energètica sinó pel que fa a la visibilitat: si alguna de les etiquetes està protegida per altres etiquetes, és possible que no estigui prou il·luminada per a donar una resposta suficient. Les condicions de resposta per a etiquetes RFID HF acoblades de manera inductiva i amb antenes de bobina en camps magnètics semblen millors que per als camps de freqüència UHF o SHF, però ens trobem amb els límits de distància i es podria evitar l’èxit.
En condicions operatives, la lectura massiva, no és fiable. Aquesta pot ser una guia per a les decisions logístiques però, a causa d’una elevada proporció d’errors de lectura, no és (encara) adequada per a la gestió d’inventaris. Tanmateix, es pot considerar que una única etiqueta RFID no garanteix una lectura adequada però, en un munt d’etiquetes RFID, en què com a mínim una etiqueta respon, pot ser un enfocament més segur per tal de detectar una agrupació coneguda d’objectes. En aquest sentit, la lectura massiva és un mètode difús per al suport de processos. Des de la perspectiva del cost i l'efecte, la lectura massiva no es consideraria un enfocament econòmic per assegurar el control de processos logístics.

### Miniaturització
Les etiquetes RFID són fàcils d’amagar o d’incorporar en altres elements. Per exemple, l'any 2009, investigadors de la Universitat de Bristol, van enganxar amb èxit xips RFID a formigues vives per estudiar el seu comportament. Aquesta tendència cap als dispositius RFID cada vegada més miniaturitzats probablement continuarà a mesura que la tecnologia avançi.
Hitachi té el rècord del xip RFID més petit, amb una mida de 0,05 mm × 0,05 mm. És la quarta part de la mida de l'anterior titular del rècord, conegut com a "mu-chip". La fabricació s'activa mitjançant el procés de silici sobre aïllant (SOI). Aquests xips de mida pols poden emmagatzemar números de 38 dígits mitjançant memòries de només lectura (ROM) de 128 bits. Un repte important és la fixació d'antenes, limitant així el rang de lectura a només mil·límetres.

## Aplicacions
Les etiquetes RFID es poden fixar en un objectes i s'utilitzen per a fer un seguiment i gestió d'inventaris, recursos, persones, etc. Per exemple, es poden fixar en cotxes, equips informàtics, llibres, telèfons mòbils, etc.
La tecnologia RFID ofereix avantatges respecte als sistemes manuals o l’ús de codis de barres. L'etiqueta es pot llegir si es passa a prop d'un lector, fins i tot, si està coberta per l'objecte o no és visible. L'etiqueta es pot llegir dins d'un estoig, caixa de cartró o un altre contenidor i, a diferència dels codis de barres, es poden llegir centenars d'etiquetes RFID alhora. Els codis de barres només es poden llegir d’un en un mitjançant els dispositius actuals.
Al 2011, el cost de les etiquetes passives era de 0,09 dòlars cadascuna i les etiquetes especials, destinades a muntar-se sobre metall o suportar esterilitzacions gamma, podien pujar fins a 5 dòlars als Estats Units. Les etiquetes actives per al seguiment de contenidors, actius mèdics o per controlar les condicions ambientals als centres de dades tenien un cost de 50 dòlars i podien superar els 100 dòlars americans. Les etiquetes passives assistides per bateria (BAP) estaven compreses entre els 3 i els 10 dòlars i també tenien capacitat de sensor com la temperatura i la humitat.
Les aplicacions dels sistemes RFID és molt variada. Alguns exemples en són: 
- Etiquetes d'identificació en comptes de codis de barres als productes, cartes, equipatges.
- Identificació d'animals i mascotes.
- Inventari automàtic i control de fabricació.
- Sistemes antisegrest.
- Control d'accessos i immobilització de vehicles.
- Identificar enviament de cartes o paquets.
- Identificació de l'equipatge perdut a l'aeroport.[37]
- Localització de documents.
- Control de persones perilloses.
- Control nens petits, per exemple en parcs d'atraccions.
- Identificació de persones en discoteques.
- Seguiment de mercaderies.
- Cobrament de peatges i pagament sense contacte.
- Cronometras esdeveniments esportius.
- Supervisió de l'estat físic de les mercaderies peribles.[38]

### Comerç
La RFID proporciona una manera perquè les organitzacions identifiquin i gestionin estocs, eines i equips... (seguiment d’actius) sense introduir dades manualment. Als productes fabricats, com ara automòbils o peces de vestir, se'ls pot fer un seguiment dins la fàbrica i en l'enviament al client. La identificació automàtica amb RFID es pot utilitzar per a sistemes d’inventari. Per aquesta raó, moltes organitzacions demanen que els seus proveïdors col·loquin etiquetes RFID a tots els enviaments per millorar la gestió de la cadena de subministrament.

#### Venda al detall
La tecnologia RFID s’utilitza per a l'etiquetatge a nivell d’article a les botigues al detall. A més del control d’inventari, proporciona protecció contra robatoris per part de clients i empleats mitjançant la vigilància electrònica d’articles (EAS) i un procés d’autocontrol per als clients. Les etiquetes de diferent tipus es poden eliminar físicament amb una eina especial o desactivar-les electrònicament un cop s’hagin pagat els articles. En sortir de la botiga, els clients han de passar a prop d'un detector RFID. Si tenen elements amb etiquetes RFID actives sona una alarma, que indica un element sense pagar identificant què és.
Els casinos poden utilitzar RFID per autenticar fitxes de pòquer i poden invalidar selectivament qualsevol fitxa coneguda per ser robada.

#### Control d'accés
Les etiquetes RFID s’utilitzen àmpliament en les insígnies d’identificació, substituint les anteriors targetes de banda magnètica. Aquestes insígnies només s'han de mantenir a una distància determinada del lector per autenticar-ne el titular. També, es poden col·locar etiquetes als vehicles que es poden llegir a distància, cosa que permet l'entrada a zones controlades sense haver d’aturar el vehicle i presentar una targeta o introduir un codi d’accés.

#### Publicitat
Al 2010, Vail Resorts va començar a utilitzar etiquetes RFID passives UHF als forfets. Facebook utilitza targetes RFID en la majoria dels seus esdeveniments en directe per permetre als convidats capturar i publicar fotos automàticament. Les marques d'automoció han adoptat la tecnologia RFID per a la col·locació de productes en xarxes socials més ràpidament que altres indústries. Mercedes va ser un dels primers en adoptar-ne el 2011 als Campionats de Golf PGA i, ja al Saló de l’Automòbil de Ginebra del 2013, moltes de les empreses més grans feien servir RFID per a la comercialització a través de les xarxes socials.

#### Seguiment de la promoció
Per evitar que els minoristes desviïn productes, els fabricants exploren l'ús d'etiquetes RFID en mercaderia promocionada perquè puguin rastrejar exactament quin producte s'ha venut a través de la cadena de subministrament a preus totalment reduïts.

### Transports i logística
La gestió del dipòsit, l'enviament i els centres de distribució i transport de mercaderies utilitzen el seguiment RFID. A la indústria ferroviària, les etiquetes RFID muntades en locomotores i material mòbil identifiquen el propietari, el número d’identificació juntament amb el tipus d’equip i les seves característiques. Es pot utilitzar amb una base de dades per identificar l'embarcament, l'origen, la destinació... de les mercaderies que es transporten.
En aviació comercial, la RFID s’utilitza per donar suport al manteniment d’avions comercials. Les etiquetes RFID s’utilitzen per identificar l'equipatge i la càrrega en diversos aeroports i línies aèries.
Alguns països estan utilitzant RFID pel registre i la matriculació de vehicles ja que, aquesta tecnologia, pot ajudar a detectar i recuperar cotxes robats.
La RFID s’utilitza en sistemes de transport intel·ligents. A la ciutat de Nova York, els lectors RFID es despleguen a les interseccions per rastrejar les etiquetes E-ZPass com a mitjà per controlar el flux de trànsit. Les dades s’envien a través de la infraestructura sense fils de banda ampla al centre de gestió de trànsit, que les utilitzarà en el control de trànsit per a l'adaptació dels semàfors.

#### Estacions de mànega i transport de fluids
L’antena RFID en una meitat d’acoblament instal·lada permanentment (part fixa) identifica de forma inequívoca el xi RFID situat a l’altra meitat d’acoblament (part lliure), després de l’acoblament complet. Quan està connectat, el xip de la peça lliure transmet tota la informació important sense contacte a la peça fixa. La ubicació de l'acoblament es pot identificar clarament mitjançant la codificació del xip RFID. El control està habilitat per iniciar automàticament els passos de procés posteriors.

#### Prova i seguiment de vehicles i peces de prototip
A la indústria de l’automòbil, la RFID s’utilitza per fer un seguimen de vehicles i peces de prototips (projecte Transparent Prototype).

### Passaports
Els primers passaports RFID ("passaport electrònic") van ser emesos per Malàisia l'any 1998. A més de la informació continguda a la pàgina de dades visuals del passaport, els passaports electrònics de Malàisia registren l'historial de viatges (hora, data i lloc), d'entrades i sortides del país.
Altres països que han introduït tecnologia RFID als passaports són Noruega (2005), Japó (1 de març del 2006), la majoria de països de la Unió Europea (al voltant del 2006), Austràlia, Hong Kong, Estats Units (2007), Índia (juny del 2008), Sèrbia (juliol de 2008), República de Corea (agost de 2008), Taiwan (desembre de 2008), Albània (gener de 2009), Filipines (agost de 2009), República de Macedònia (2010), Canadà (2013) i Israel (2017).
Les normes pels passaports RFID són determinades per l'Organització d'Aviació Civil Internacional (OACI) i es troben al document número 9303 d'aquesta, part 1, volums 1 i 2 (6a edició, 2006). L'OACI fa referència als xips RFID ISO / IEC 14443 dels passaports electrònics com a "circuits integrats sense contacte". Les normes de l’OACI preveuen que els passaports electrònics siguin identificables mitjançant un logotip estàndard a la portada.
Des del 2006, les etiquetes RFID incloses en els nous passaports dels Estats Units emmagatzemen la mateixa informació que s’imprimeix dins del passaport i inclouen una imatge digital del propietari. El Departament d'Estats dels Estats Units va declarar inicialment que les fitxes només es podien llegir a una distància de 10 centímetres però, després de crítiques generalitzades, es va realitzar una demostració clara que l'equip especial podia llegir els passaports fins a 10 metres de distància. Els passaports van ser dissenyats per incorporar un revestiment metàl·lic prim per fer més difícil, als lectors no autoritzats, l'accés a la informació. El departament també implementarà el Control d'Accés Bàsic (BAC), que funciona com a número d’identificació personal (PIN) en forma de caràcters impresos a la pàgina de dades del passaport. Abans que es pugui llegir l'etiqueta d’un passaport, cal introduir aquest PIN en un lector RFID. El BAC també permet xifrar qualsevol comunicació entre el xip i el lector.

### Pagaments per transport
En molts països, les etiquetes RFID es poden utilitzar per pagar les tarifes de transport massiu en autobusos, trens o metro, o bé, per cobrar peatges a les autopistes.
Alguns armariets per bicicletes funcionen amb targetes RFID assignades a usuaris individuals. Cal una targeta de prepagament per obrir o entrar a una instal·lació i s’utilitza per rastrejar i cobrar en funció del temps que la bicicleta estaciona.
El servei per compartir cotxes Zipcar utilitza targetes RFID per bloquejar i desbloquejar vehicles i per identificar-ne els membres.
A Singapur, la RFID substitueix el ticket d’estacionament de temporada (SPT).

### Identifiació animal
Les etiquetes RFID per a animals representen un dels usos més antics d'aquesta tecnologia. Destinada originalment a grans rgranges i terrenys difícils de controlar, la RFID ha esdevingut crucial en la gestió de la identificació dels animals. També es pot utilitzar una etiqueta o xip RFID implantable per identificar animals. En aquest cas, els xips són més coneguts com a etiquetes PIT (Passive Integrated Transponder), RFID passiu o " xips " en animals.
L'Agència Canadenca d'identificació de bestiar va començar a utilitzar etiquetes RFID com a substitut de les etiquetes de codi de barres. Actualment, les etiquetes CCIA s’utilitzen a Wisconsin oficialment i alguns agricultors dels Estats Units en disposen de forma voluntària. El Departament d'Agricultura dels Estats Units (USDA) actualment està desenvolupant el seu propi programa.

### Implantació humana
Els implants de microxips biocompatibles que utilitzen tecnologia RFID s’implanten rutinàriament en humans. El primer experiment reportat amb implants RFID es va dur a terme pel professor britànic de cibernètica Kevin Warwick que va implantar-se un xip RFID en el seu braç amb l'ajuda del seu metge de capçalera George Boulos l'any 1998. L'any 2004, la "Baja Beach Club", gestionar per Conrad Chase a Barcelona i Rotterdam, va oferir xips implantats per identificar els seus clients VIP, que al seu torn podrien utilitzar-los per pagar el servei.
Al 2009, el científic britànic Mark Gassontenia va implentar-se quirúrgicament un dispositiu RFID de càpsula de vidre avançat a la mà esquerra i, posteriorment, va demostrar com un virus informàtic podia infectar el seu implant sense fils i després transmetre'l a altres sistemes.
L'Administració d'aliments i medicaments dels Estats Units va aprovar l'ús de xips RFID en humans l'any 2004.
Hi ha controvèrsia sobre les aplicacions humanes de la tecnologia RFID implantable, incloses les preocupacions sobre la possibilitat de fer un seguiment de les persones portant un identificador únic per a elles. Els defensors de la privadesa han protestat contra xips RFID implantables advertint de possibles abusos. Alguns es preocupen perquè això pugui conduir a un abús per part d’un govern autoritari i a l'eliminació de les llibertats. També es tem a l’aparició d’un “panòptic definitiu”, una societat on tots els ciutadans es comporten de manera socialment acceptada perquè altres podrien estar vigilant.
El 22 de juliol de 2006, Reuters va informar que dos hackers, Newitz i Westhues, en una conferència a la ciutat de Nova York van demostrar que podien clonar el senyal RFID d'un xip RFID implantat en humans, indicant que el dispositiu no era tan segur com s'havia afirmat anteriorment.

### Institucions

#### Hospitals i salut
A l'àmbit de la salut és necessària una major visibilitat, eficiència i recopilació de dades al voltant d’interaccions rellevants. Les solucions de seguiment RFID poden ajudar a les instal·lacions sanitàries a gestionar equips mèdics mòbils, millorar el flux de treball amb els pacients, controlar les condicions ambientals i protegir als pacients, al personal i als visitants de les infeccions.
La incorporació de tecnologia RFID a la indústria mèdica ha estat generalitzada i molt eficaç. Els hospitals són dels primers usuaris en combinar etiquetes RFID actives i passives. S’han citat molts usos a la indústria sanitària on la tecnologia activa fa un seguiment d’elements de valor elevat o que es mouen amb freqüència i la tecnologia passiva fa un seguiment d’elements més petits i de menor cost que només necessiten identificació a nivell d’habitació. Per exemple, les habitacions dels centres mèdics poden recopilar dades de les transmissions de plaques RFID que porten els pacients i els empleats, així com de les etiquetes assignades als actius de les instal·lacions, com ara dispositius mèdics mòbils.
Es pot incorporar una etiqueta RFID física amb programari basat en navegadors per augmentar la seva eficàcia. Aquest programari permet que diferents grups o personal específic de l’hospital, com infermeres i pacients, puguin veure dades en temps real rellevants per a cada equip o personal de seguiment. Les dades en temps real s’emmagatzemen i s’arxiven per fer ús de la funcionalitat d’informes històrics i per demostrar el compliment de diverses regulacions del sector. Aquesta combinació de maquinari i programari del sistema de localització en temps real (RTLS) RFID proporciona una potent eina de recollida de dades per a instal·lacions que busquen millorar l'eficiència operativa i reduir els costos.
La tendència és cap a l’ús de la norma ISO 18000-6c com a etiqueta de selecció i la combinació d’un sistema d’etiquetatge actiu que depèn de la infraestructura sense fils 802.11X existent per a les etiquetes actives.

#### Biblioteques
Les biblioteques utilitzen sistemes RFID per substituir els codis de barres dels elements de la biblioteca. L'etiqueta pot contenir informació identificativa o pot ser només una clau d'una base de dades. Un sistema RFID pot reemplaçar o complementar codis de barres i pot oferir un altre mètode de gestió d’inventari i d’autoservei per part dels clients. També, pot actuar com a dispositiu de seguretat, substituint la banda de seguretat electromagnètica més tradicional.
S'estima que més de 30 milions d'articles de biblioteca a tot el món contenen ara etiquetes RFID, incloses alguns de la Biblioteca del Vaticà a Roma .
Com que les etiquetes RFID es poden llegir a través d’un ítem, no cal obrir una portada de llibres ni una funda de DVD per escanejar un ítem i es poden llegir simultàniament una pila de llibres. Les etiquetes de llibres es poden llegir mentre els llibres es mouen en una cinta transportadora, cosa que redueix el temps del personal. Els mateixos prestataris ho poden fer tot, reduint la necessitat d'assistència del personal de la biblioteca. Amb els lectors portàtils, els inventaris es podrien fer en un prestatge ple de materials en qüestió de segons.No obstant això, a partir del 2008, aquesta tecnologia seguia sent massa costosa per a moltes biblioteques més petites. A més, s'ha estimat que el període per adaptar-se a aquesta tecnologia és d'uns 11 mesos per a una biblioteca de mida mitjana. Segons dades holandeses del 2004, una biblioteca que presta 100.000 llibres l’any hauria de planificar-se amb un cost de 50.000 €. La retirada de la RFID per part del personal també podria significar que ja no es necessités el treball del personal, cosa que provocaria l'acomiadament d'alguns d'ells.
S'han plantejat diverses qüestions de privadesa sobre l'ús de la RFID a les biblioteques. Es creu que, com que les etiquetes RFID es poden llegir des de fins a 100 metres, es podria recollir informació sensible d'una font que no vulgui. No obstant això, les etiquetes RFID de les biblioteques no contenen cap informació de patró i les etiquetes que s'utilitzen a la majoria de les biblioteques utilitzen una freqüència només llegible fins a 3 m aproximadament. A part d'això, una altra agència que no sigui de la biblioteca podria registrar les etiquetes RFID de totes les persones que surten de la biblioteca sense el consentiment de l'administrador de la biblioteca. Una solució senzilla davant aquest problema podria ser que el llibre transmetés un codi que només tingués significat juntament amb la base de dades de la biblioteca. Una altra possible millora seria donar a cada llibre un codi nou cada vegada que es retorna. En el futur, si els lectors esdevinguessin omnipresents (i possiblement en xarxa), els llibres robats es podrien rastrejar, fins i tot fora de la biblioteca.

#### Museus
Les tecnologies RFID també s’implementen en aplicacions d’usuaris finals als museus. Un exemple va ser l'aplicació de recerca temporal dissenyada a mida anomenada "eXspot", a un museu científic de San Francisco, l'Exploratorium. Cada visitant que entrava al museu rebia una etiqueta RFID que es podia portar com a targeta. El sistema "eXspot" permetia al visitant rebre informació sobre exposicions específiques i fer-se fotografies en aquestes. També es pretenia que el visitant pogués agafar dades per analitzar-les posteriorment. La informació recopilada es podia recuperar a casa des d’un lloc web “personalitzat” amb l'etiqueta RFID.

#### Escoles i universitats
L'any 2012, les autoritats escolars de la ciutat japonesa d’Osaka llençaren xips en roba infantil, motxilles i identificacions d’estudiants en una escola primària. Una escola de Doncaster, Anglaterra, va pilotar un sistema de monitorització dissenyat per controlar als alumnes rastrejant xips de ràdio que es trobaven en els seus uniformes. L'institut "St.Charles Sixth Form College", a l'oest de Londres, va començar a utilitzar aquesta tecnologia l'any 2008, a partir d'un sistema de targetes RFID per registrar-se i sortir de la porta principal. AIxò, amb la finalitat de fer un seguiment de l'assistència i evitar l'entrada no autoritzada. De la mateixa manera, l'escola Whitcliffe Mount School d'Anglaterra utilitza RFID per rastrejar els alumnes i el personal dins i fora de l'edifici mitjançant una targeta especialment dissenyada. A les Filipines, algunes escoles ja utilitzen la RFID en identificacions per demanar préstec de llibres. Les portes d’aquestes escoles en particular tenen escàners d’identificació RFID per comprar articles a la botiga i al menjador de l'escola.

### Esports
La RFID per a les carreres de cronometratge va començar a principis dels anys noranta amb les curses de coloms, introduïdes per la companyia Deister Electronics a Alemanya. La tecnologia RFID pot proporcionar els temps d’inici i final de cursa per a individus de grans carreres on és impossible obtenir lectures de cronòmetre precises per a cada participant.
Durant la cursa, els corredors porten etiquetes que són llegides per antenes col·locades al costat de la pista o en estores a través de la pista. Les etiquetes UHF proporcionen lectures precises amb antenes especialment dissenyades. S'eviten els errors puntuals, els errors de recompte de voltes i els accidents a l'hora d'inici, ja que qualsevol pot començar i acabar en qualsevol moment sense estar en un mode per lots.
El disseny de l'antena xip+ controla l'abast des del qual es pot llegir la senyal. Els xips compactes de curt abast estan lligats a la sabata o un velcro lligat al turmell. Aquests han d’estar a uns 400 mm de l'estora i, per tant, donen una resolució temporal molt bona. Com a alternativa, es pot incorporar un xip al número de dorsal, que es porta al pit de l’atleta a una alçada d’uns 1,25 m, i una antena molt gran (125 mm quadrats).
Els sistemes RFID passius i actius s’utilitzen en esdeveniments fora de la carretera, com ara les carreres d’orientació, carreres "Enduro" i "Hare and Hounds". Els genets tenen un xip enganxat, normalment, al braç. Quan completen una volta, llisquen o toquen el receptor connectat a un ordinador i registren el temps de volta.
La RFID està sent adaptada per moltes agències de reclutament que tenen un PET (prova de resistència física) com a procediment de qualificació, especialment en els casos en què els volums candidats poden arribar a ser milions (cèl·lules de reclutament de ferrocarrils indis, policia i sector elèctric).
Diverses estacions d’esquí han adoptat etiquetes RFID per proporcionar, als esquiadors, accés a mans lliures als remuntadors. Els esquiadors no han de treure els passis de la butxaca. Les jaquetes d’esquí tenen una butxaca esquerra on s’adapta el xip. Això gairebé entra en contacte amb la unitat de sensor a l'esquerra del torniquet mentre l'esquiador empeny cap a l'ascensor. Aquests sistemes es basen en alta freqüència (HF), a 13,56 megahertzs. La major part de les zones d’esquí d’Europa, des de Verbier fins a Chamonix, utilitzen aquests sistemes.

### Complement al codi de barres
Les etiquetes RFID solen ser un complement, però no un substitut, dels codis de barres UPC o EAN. És possible que mai substitueixin completament als codis de barres degut al seu cost més elevat i l'avantatge de múltiples fonts de dades sobre el mateix objecte. A més, a diferència de les etiquetes RFID, els codis de barres es poden generar i distribuir electrònicament per imprimir-los o mostrar-los al destinatari. Per exemple, per correu electrònic o telèfon mòbil. Un exemple són les targetes d’embarcament de les línies aèries. El nou EPC, juntament amb altres esquemes, està àmpliament disponible a un cost raonable.
L'emmagatzematge de dades associades als elements de seguiment requereix molts terabytes. Es necessita filtrar i classificar les dades RFID per crear informació que sigui útil. És probable que les mercaderies siguin rastrejades pel palet mitjançant etiquetes RFID i, a nivell de paquet, amb codi de producte universal (UPC) o EAN a partir de codis de barres únics.
Malgrat l'elecció especial de l'esquema de numeració, la identitat única és un requisit obligatori per a les etiquetes RFID. La capacitat de dades de les etiquetes RFID és prou gran perquè cada etiqueta individual tingui un codi únic, mentre que els codis de barres actuals es limiten a un únic codi de tipus per a un producte concret. La singularitat d'aquestes significa que es pot fer un seguiment d’un producte a mesura que es desplaça d’una ubicació a una altra, acabant finalment a mans del consumidor. Això pot ajudar a combatre el robatori i altres formes de pèrdua de productes. El rastreig de productes és una característica important que s’admet amb les etiquetes RFID que contenen una identitat única de l'etiqueta i el número de sèrie de l’objecte. Això pot ajudar les empreses a fer front a les deficiències de qualitat i a les campanyes de recuperació resultants. També és una eina que contribueix a preocupar-se pel seguiment i perfil dels consumidors després de la venda.

### Gestió de residus
L’ús de RFID s’ha desenvolupat recentment a la indústria de la gestió de residus. Les etiquetes RFID s’instal·len als carros de recollida de residus, que enllacen els carrets amb el compte del propietari per facilitar la facturació i la verificació del servei. L'etiqueta s’inclou en un contenidor d’escombraries que recicla i el lector RFID s’adhereix als camions d’escombraries. La
tecnologia RFID també mesura la tarifa de distribució d'un client i proporciona informació sobre el nombre de carros atesos per cada vehicle de recollida de residus. Aquest procés RFID substitueix els models tradicionals de preus d'ús de residus sòlids municipals anomenats "paga com llances" (PAYT).

### Telemetria
Les etiquetes RFID actives poden funcionar com a sensors remots de baix cost que retransmeten la telemetria a una estació base. Les aplicacions de dades de tagometria podrien incloure la detecció de les condicions de la carretera mitjançant balises implantades, informes meteorològics i monitorització del nivell de soroll.
Les etiquetes RFID passives també poden informar de dades del sensor. Per exemple, la plataforma d’identificació i detecció sense fils és una etiqueta passiva que informa sobre la temperatura, l’acceleració i la capacitat als lectors comercials RFID Gen2.
És possible que les etiquetes RFID actives o passives assistides per bateria (BAP) puguin emetre un senyal a un receptor de la botiga per determinar si l'etiqueta (producte) es troba a la botiga.

## Estat de l'art
La freqüència que s'està impulsant més actualment és la UHF. El motiu és que permet un rang de lectura major que LH i HF (fins a 12 metres) gràcies a la seva alta freqüència i, a més, permet de ser usada en grans cadenes de distribució i té moltes més aplicacions pràctiques. Actualment, s'estan duent a terme una serie de millores tecnològiques per eliminar les limitacions que hi ha i així poder millorar la traçabilitat dels productes. Alguns exemples de millores són:
- Disseny de l'antena del tag: Un disseny precís permet obtenir una millor cobertura. En el cas d'etiquetes passives, depenent del fabricant el rang varia entre els 30 centímetres i els 5 metres. En el cas de les actives es poden abastar distàncies molt majors.
- Tag in population vs Tag in isolation: El cas ideal es produeix quan un tag és llegit per un sol lector. D'això s'anomena tag in isolation. Però al món real, es poden trobar múltiples etiquetes i múltiples lectors. Això provoca una sèrie d'interferències en la transmissió. En el cas de múltiples tags les millores consisteixen en el desenvolupament de mecanismes d'anticolisió. En el cas de múltiples lectors, s'ha implementat una multiplexació per freqüència (FDMA) on cada lector fa servir un canal de freqüència diferent.
- L'objecte que conté el tag és un altre factor a tenir en compte. En el cas dels metalls, les etiquetes queden anul·lades pel mateix metall. La solució consisteix a fer que la superfície de metall faci de pla de massa de l'antena del tag, de manera que el seu rang de lectura augmenta. Per a la resta de materials es fa servir un envoltori que permet la separació entre el tag i l'objecte.
- A l'espai de memòria se li ha incorporat uns bits d'usuari (User memory) per tal de poder guardar informació addicional de l'objecte.
- Millores de seguretat: introducció de camps de contrasenya reservats a memòria. Amb la versió 2 d'UHF, s'han incorporat les comandes LOCK (evita la modificació del contingut) i KILL (deshabilita el tag de manera que queda inactiu, per exemple, després que el consumidor adquireix un producte).

Un altre aspecte que la tecnologia RFID pretén millorar és la seva pròpia integració amb altres tecnologies existents com són NFC o les xarxes mesh de sensors. En el cas d'NFC ("Near Field Communication") que s'acostuma a fer servir per a transaccions de pagament, utilitza RFID en la banda HF. Per altra banda, la integració d'RFID amb les xarxes mesh permet que cada node estigui identificat i pugui interaccionar dinàmicament entre ells.

## Riscs
L'ús del RFID comporta també una sèrie de riscos. Alguns exemples són:
- Pèrdua de la intimitat i de la llibertat.
- Desprovisió de recursos per tal de controlar les nostres dades més personals.
- Possibilitat de difusió no controlada de dades.
- Manipulació de les dades personals de forma il·legal.

### Xips espies

Logo de la campanya anti-RFID pel grup alemany de privacitat FoeBuD.

El terme xips espies va ser encunyat per Katrine Albretch i Liz McIntyre de l'Associació de Consumidors Contra l'Enumeració i la Invasió de la privacitat (CASPIAN).
Katrine Albretch i Liz McIntyre van escriure un llibre traduït a l'espanyol amb el títol  Xips Espies: Com les grans corporacions i el govern planegen monitorejar cadascun dels seus passos amb RFID . En aquest llibre es descriu RFID com una tecnologia que fa servir diminuts xips computats, més petits que una gra de sorra per rastrejar objectes a llarga distància. Aquests diminuts dispositius han estat batejats com Xips Espies causa de les seves aplicacions per espionatge.
El llibre descriu el món de RFID com ho planegen grans corporacions internacionals com Wal-Mart, Procter & Gamble i agències governamentals com el Servei Postal dels Estats Units.
Els oponents de RFID criden l'atenció sobre els xips per implantar en humans anomenats Verichip i creats per Applied Digital Solutions, Inc. i el seu pla per a usar-lo en transaccions bancàries per implementar un sistema monetari sense efectiu.